# 赫拉爾德 (伊利諾伊州)
赫拉爾德（英語：Herald）是位於美國伊利諾伊州懷特縣的一個非建制地區。該地的面積和人口皆未知。

## 地理
赫拉爾德的座標為37°57′59″N 88°10′53″W / 37.96639°N 88.18139°W，而該地的平均海拔高度為129米（即423英尺）。